# Els Poblets
Els Poblets (antiguamente Setla-Mirarrosa y Miraflor) es un municipio español de la Comunidad Valenciana situado en el noreste de la provincia de Alicante, en la comarca de la Marina Alta. El municipio nació de la unión, en 1971, de los núcleos de Setla-Mirarrosa y Miraflor. Cuenta con una población de 2684 habitantes (INE 2024).

## Geografía
Els Poblets se encuentra al norte de la comarca, en un terreno llano formado por las tierras de aluvión del río Girona. Cuenta con alrededor de 1 km de costa sobre el Mediterráneo, encontrándose en ella la playa de la Almadraba. Es precisamente en la punta de la Almadraba (que delimita a esta playa) donde desemboca el Girona. El término municipal limita con los de Denia y Vergel.
La temperatura media oscila entre los 15 °C en enero y los 35 °C del mes de julio siendo el volumen de precipitaciones de 600 mm.

## Historia

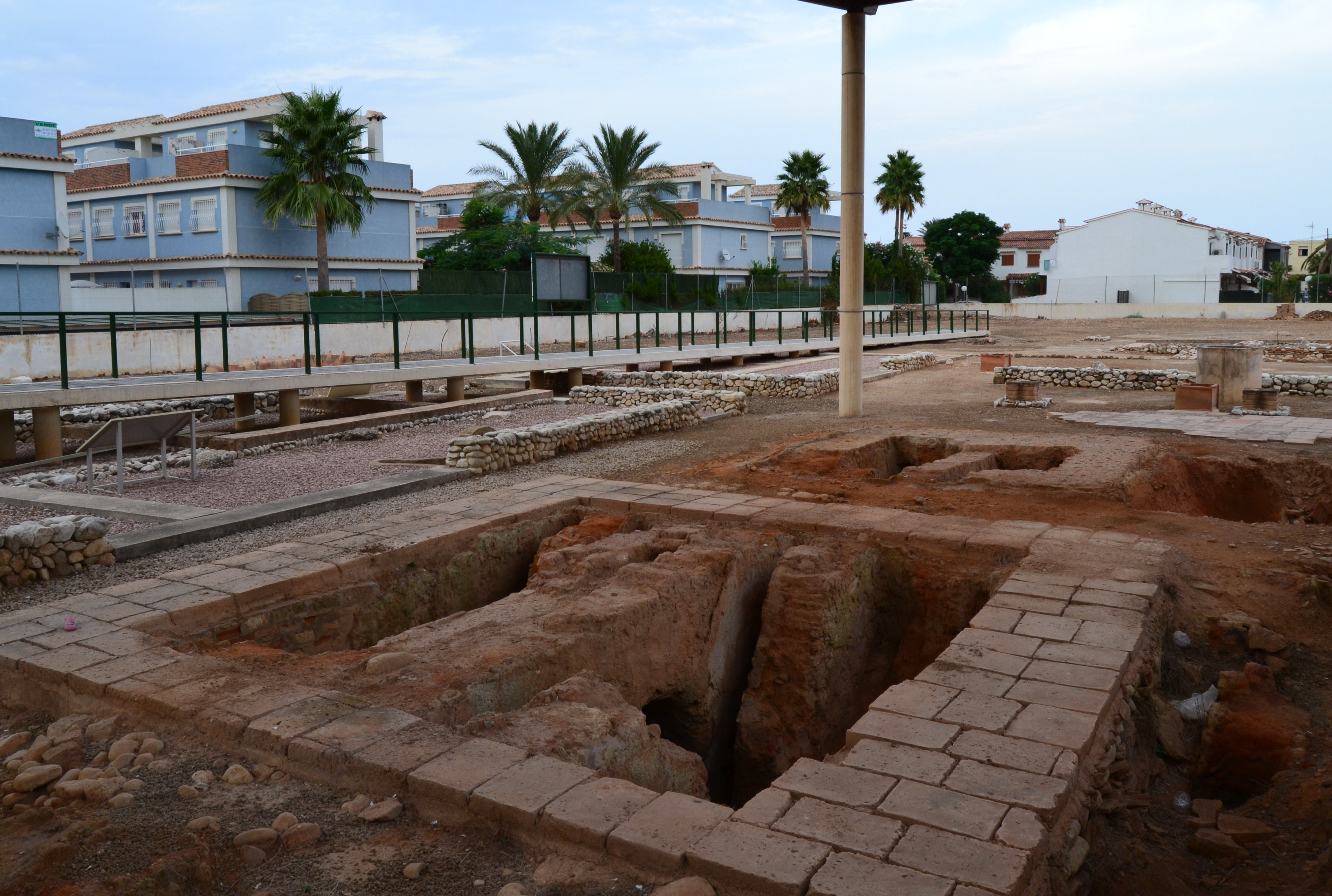
Yacimiento romano de Els Poblets

Aunque Setla-Mirarrosa y Miraflor tiene su origen en unas antiguas alquerías musulmanas que tras la conquista cristiana quedaron incorporadas al señorío de Denia, la franja costera de esta localidad alberga el testimonio de pobladores más antiguos y nos recuerda que estamos sobre el trazado de la Vía Augusta, que comunicaba toda la costa mediterránea de Hispania. En el yacimiento romano de la Almadrava se han encontrado diversos habitáculos pertenecientes a una alfarería, con depósitos para la arcilla, talleres y habitaciones para los trabajadores.
Hacia el siglo XVI Miraflor era propiedad de los señores de Perpiñán, mientras que Setla y Mirarrosa pertenecían a la baronía de los Uharte. Con posterioridad pasarían a la casa de los Cardona. Fue lugar de moriscos, contabilizándose en 1609 un total de 85 casas, tras su expulsión la repoblación se efectuó con gentes procedentes de Mallorca.
Setla-Mirarrosa (pues ambos núcleos estaban ya unidos en un mismo municipio desde el siglo XIX) y Miraflor se fusionaron en 1971. En el censo de 1991 el municipio recibía el nombre de Setla, Mirarrosa y Miraflor. El 25 de noviembre de 1991, por Decreto 216/91 del Consejo de la Generalidad Valenciana se acordó el cambio de denominación oficial del municipio por la denominación en valenciano Els Poblets, como era al parecer popularmente conocido.

## Geografía humana

### Demografía
Cuenta con una población de 2684 habitantes (INE 2024).
| Gráfica de evolución demográfica de Els Poblets entre 1981 y 2021 |
| |
| Población de derecho según los censos de población del INE Población de hecho según los censos de población del INEEn este censo se denominaba Setla, Mirarrosa y Miraflor: 1991 Entre el censo de 1981 y el anterior, aparece este municipio porque se fusionan los municipios 03087 (Miraflor) y 03126 (Setla y Mirarosa) |

| Nacionalidad | Hombres | Mujeres | Total | %     | Proporción |
| ------------ | ------- | ------- | ----- | ----- | ---------- |
| Española     | 690     | 722     | 1412  | 51.6% |            |
| Extranjera   | 598     | 725     | 1323  | 48.3% |            |

| País        | Hombres | Mujeres | Total | %     | Proporción |
| ----------- | ------- | ------- | ----- | ----- | ---------- |
| Alemania    | 193     | 249     | 442   | 33.4% |            |
| Reino Unido | 145     | 154     | 299   | 22.6% |            |
| Francia     | 42      | 44      | 86    | 6.5%  |            |
| Rusia       | 14      | 18      | 32    | 2.4%  |            |
| Italia      | 15      | 14      | 29    | 2.2%  |            |
| Rumania     | 13      | 15      | 28    | 2.1%  |            |
| Bulgaria    | 7       | 10      | 17    | 1.3%  |            |
| Polonia     | 7       | 6       | 13    | 0.9%  |            |
| Marruecos   | 2       | 7       | 9     | 0.6%  |            |
| Argentina   | 3       | 5       | 8     | 0.6%  |            |
| Brasil      | 3       | 5       | 8     | 0.6%  |            |
| Argelia     | 2       | 5       | 7     | 0.5%  |            |
| Cuba        | 4       | 3       | 7     | 0.5%  |            |
| Colombia    | 5       | 1       | 6     | 0.4%  |            |
| Ucrania     | 2       | 4       | 6     | 0.4%  |            |
| Uruguay     | 1       | 5       | 6     | 0.4%  |            |
| Venezuela   | 3       | 3       | 6     | 0.4%  |            |
| Portugal    | 2       | 3       | 5     | 0.3%  |            |
| Chile       | 1       | 1       | 2     | 0.1%  |            |
| Bolivia     | 0       | 1       | 1     | 0.07% |            |
| China       | 0       | 1       | 1     | 0.07% |            |
| Ecuador     | 1       | 0       | 1     | 0.07% |            |
| Pakistán    | 0       | 1       | 1     | 0.07% |            |
| Perú        | 0       | 1       | 1     | 0.07% |            |

| Gráfica de evolución demográfica de Miraflor entre 1842 y 1970 |
| |
| Población de derecho según los censos de población del INE. Población de hecho según los censos de población del INE.Entre el censo de 1981 y el anterior, este municipio desaparece porque se agrupa en el municipio 03901 (Setla, Mirarosa y Miraflor). |

| Gráfica de evolución demográfica de Setla y Mirarrosa entre 1842 y 1970 |
| |
| Población de derecho según los censos de población del INE. Población de hecho según los censos de población del INE.Entre el censo de 1981 y el anterior, este municipio desaparece porque se agrupa en el municipio 03901 (Setla, Mirarosa y Miraflor). |

### Economía
Els Poblets es un municipio cuya economía está basada en el turismo, con pequeñas explotaciones agrícolas, dedicadas al cultivo de cítricos en su mayor parte. El turismo tiene cada vez mayor peso en la economía municipal debido al creciente empuje de las urbanizaciones que se han desarrollado en la zona costera.

## Monumentos y lugares de interés

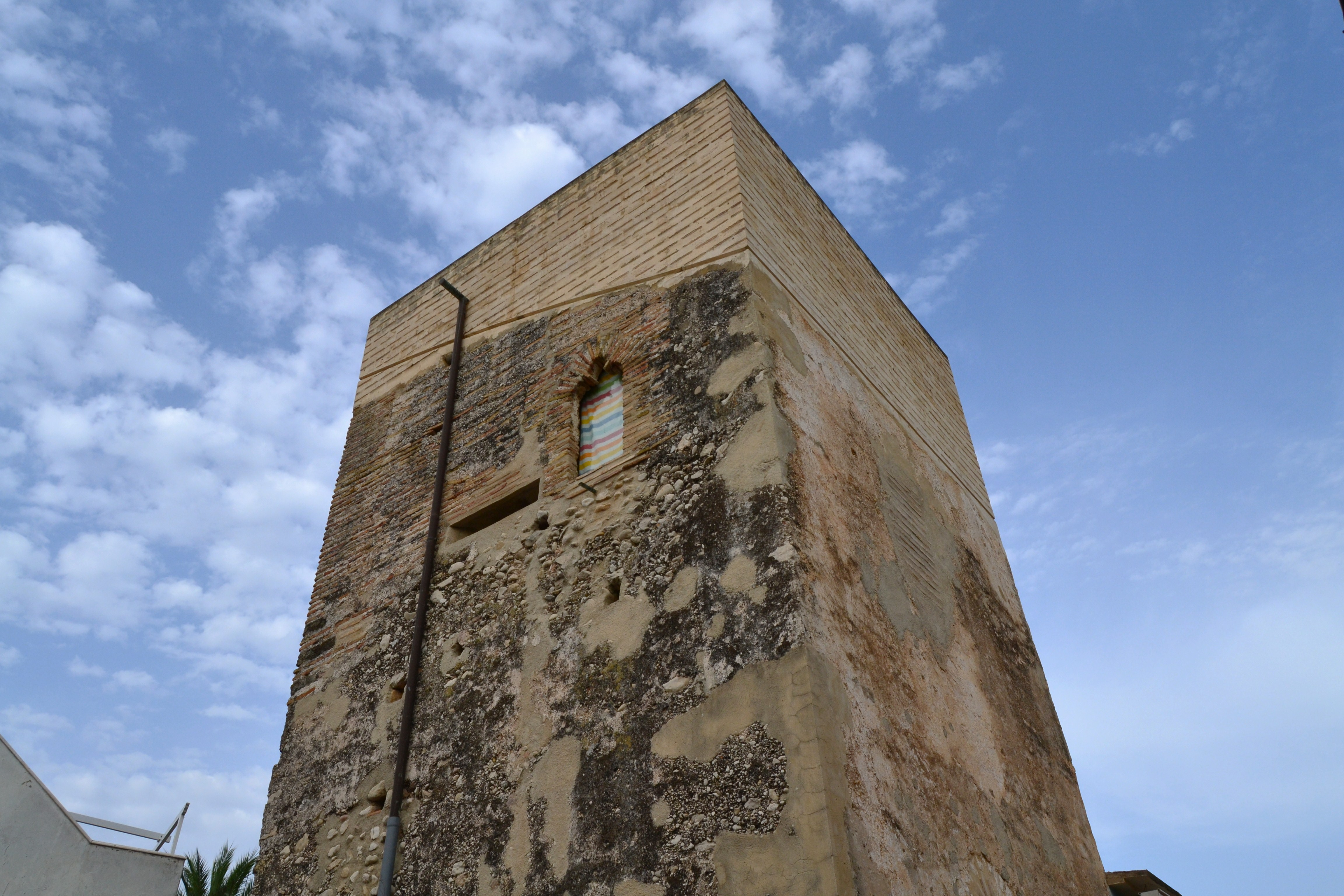
Torre de Mirarrosa

- Torre de Mirarrosa. Torre defensiva del siglo XV que vigilaba el acceso a la población desde el río Girona. Posee una altura de 11 m y tres pisos.
- Iglesia del Salvador. Es la iglesia parroquial de Els Poblets. Recientemente se ha restaurado su fachada externa y su interior. La imagen de El Salvador, patrón de Els Poblets, preside el magnífico retablo.
- Iglesia de San José. Se encuentra en Miraflor y es de más reducidas dimensiones que la anterior.
- Playa de la Almadraba. Está formada por cantos rodados y es amplia y tranquila. Comienza en la Punta de la Almadraba y acaba en una arbolada con pinos de la que arranca una carretera comarcal que llega hasta el núcleo urbano de Els Poblets. Toda la zona litoral está dotada de servicios turísticos.

## Política
| Periodo   | Nombre                  | Partido   |
| --------- | ----------------------- | --------- |
| 1979-1983 | José Domenech Caravaca  | IND       |
| 1983-1987 | José Andrés Caselles    | UPV       |
| 1987-1991 | José Andrés Caselles    | UPV       |
| 1991-1995 | José Andrés Caselles    | UPV       |
| 1995-1999 | Salvador Sendra Gasquet | BNV       |
| 1999-2003 | Salvador Sendra Gasquet | BNV       |
| 2003-2007 | Jaime Ivars Mut         | PP        |
| 2007-2011 | Jaime Ivars Mut         | PP        |
| 2011-2015 | Jaime Ivars Mut         | PP        |
| 2015-2019 | Salvador Sendra Gasquet | Compromís |
| 2019-2023 | Carolina Vives Bolufer  | PSPV-PSOE |

## Fiestas
Las fiestas patronales se celebran en honor de El Salvador. Comienzan el 28 de julio con un novenario que acaba la víspera del día de El Salvador, 6 de agosto. A lo largo del novenario se realizan diversos actos lúdicos: la Entrà de la Murta, verbenas, correfocs, tiro y arrastre, danzas, partidos de pelota valenciana y desfile de Moros y Cristianos, entre otros varios.